# Roberto Morisi

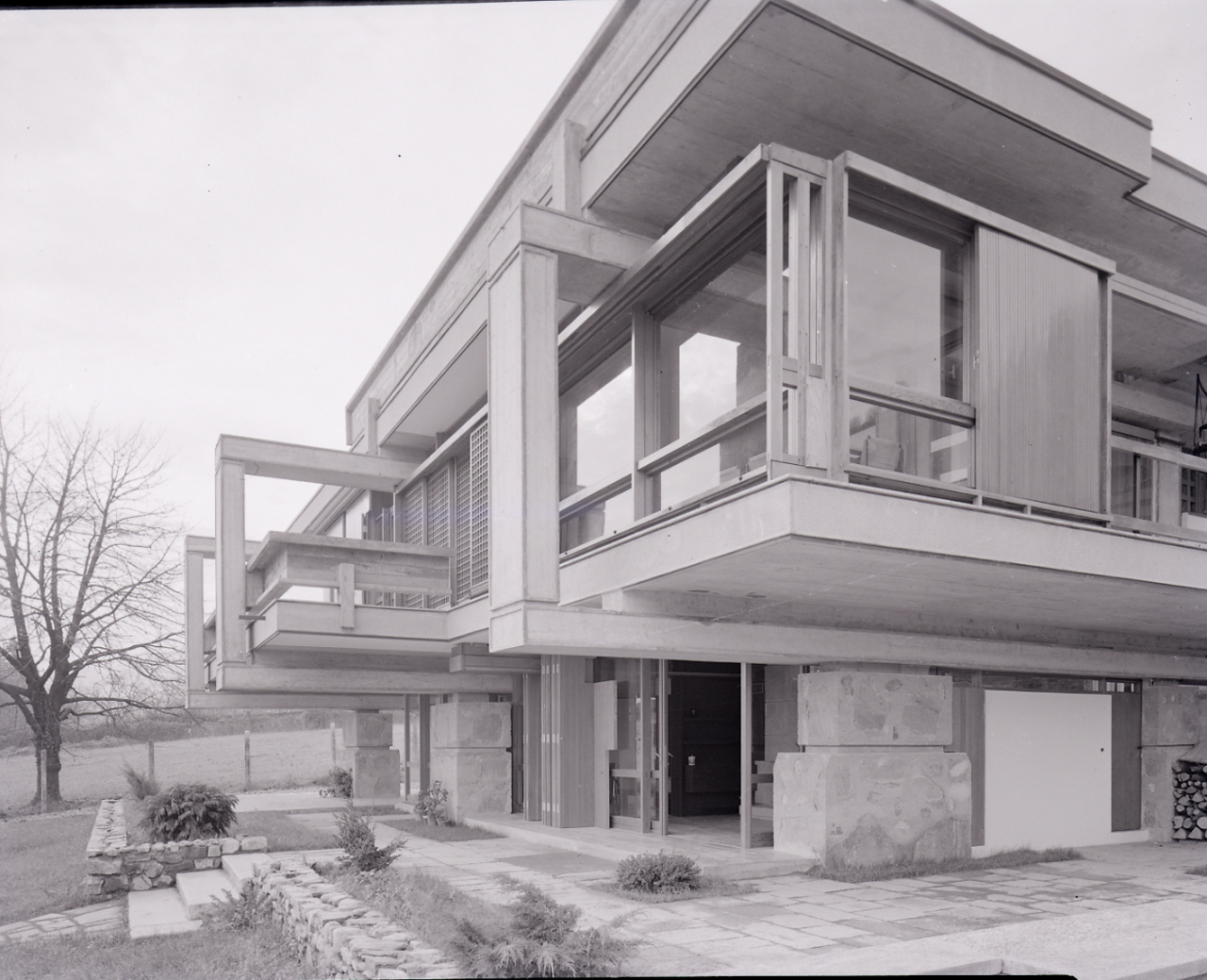
Villa nel Piemonte. Foto di Paolo Monti, 1961

Roberto Morisi (Venezia, 7 marzo 1926 – Milano, 6 marzo 2019) è stato un architetto italiano.

## Biografia

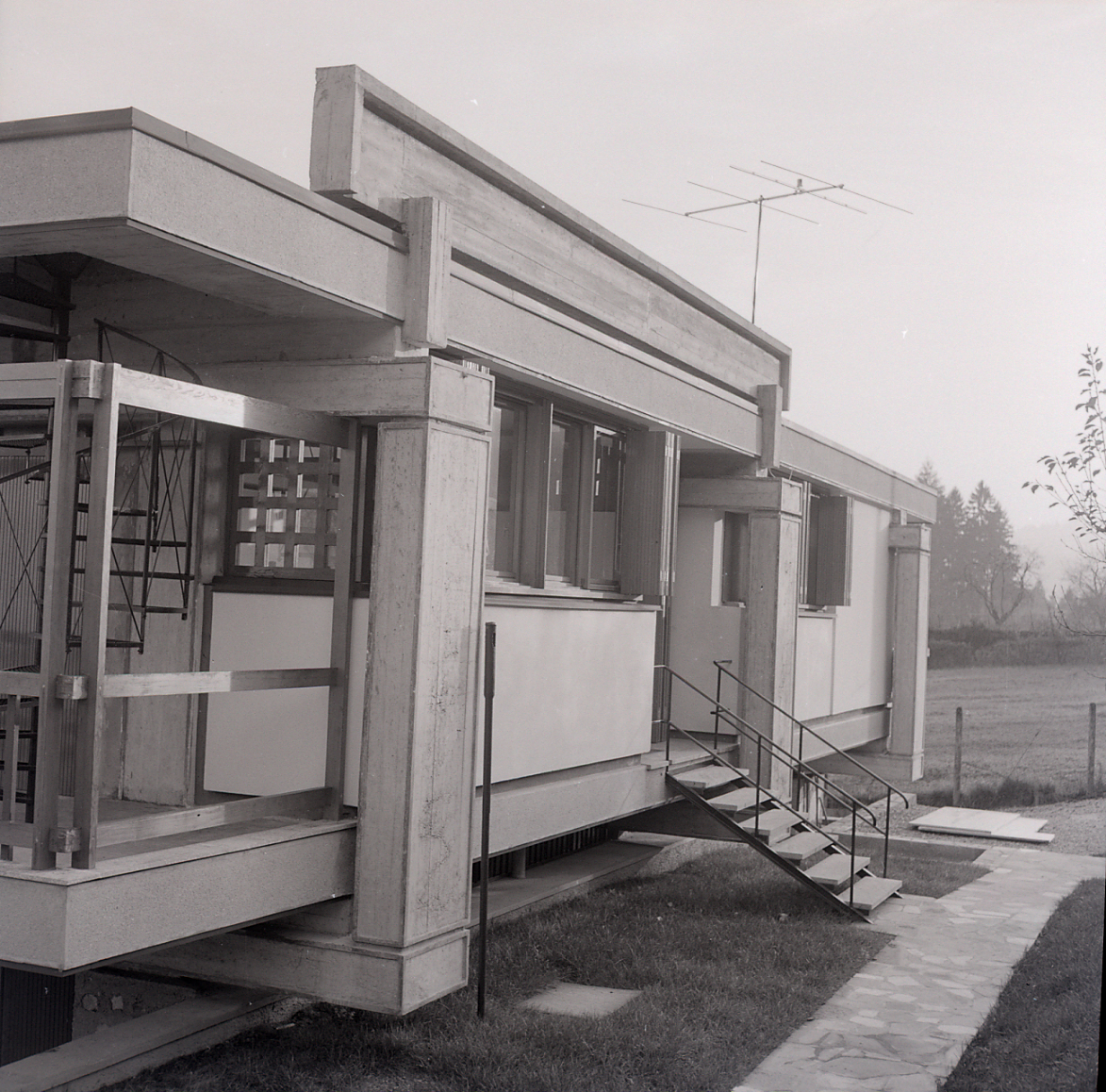
Villa a Milano. Foto di Paolo Monti, 1970

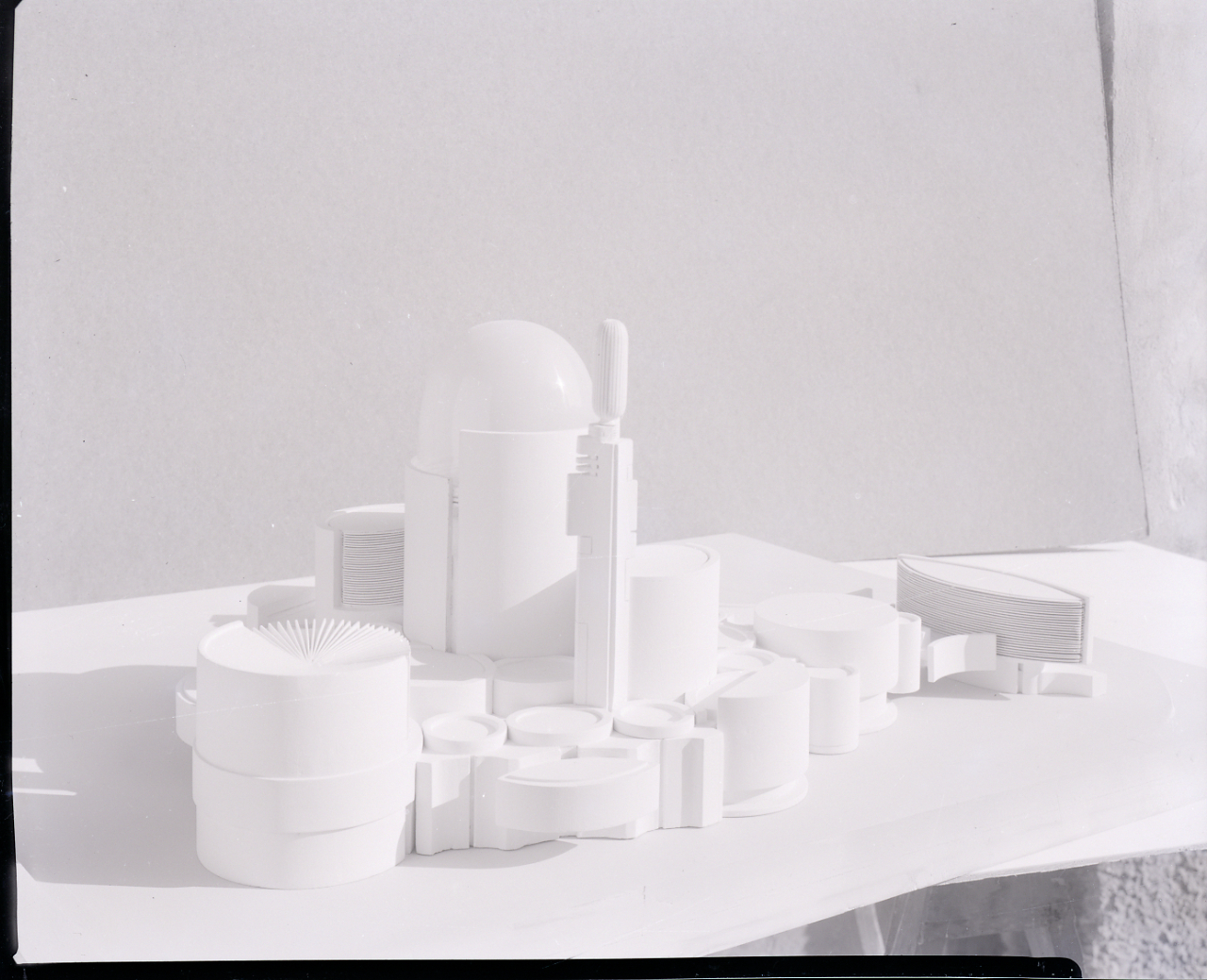
Modello architettonico. Foto di Paolo Monti, 1961

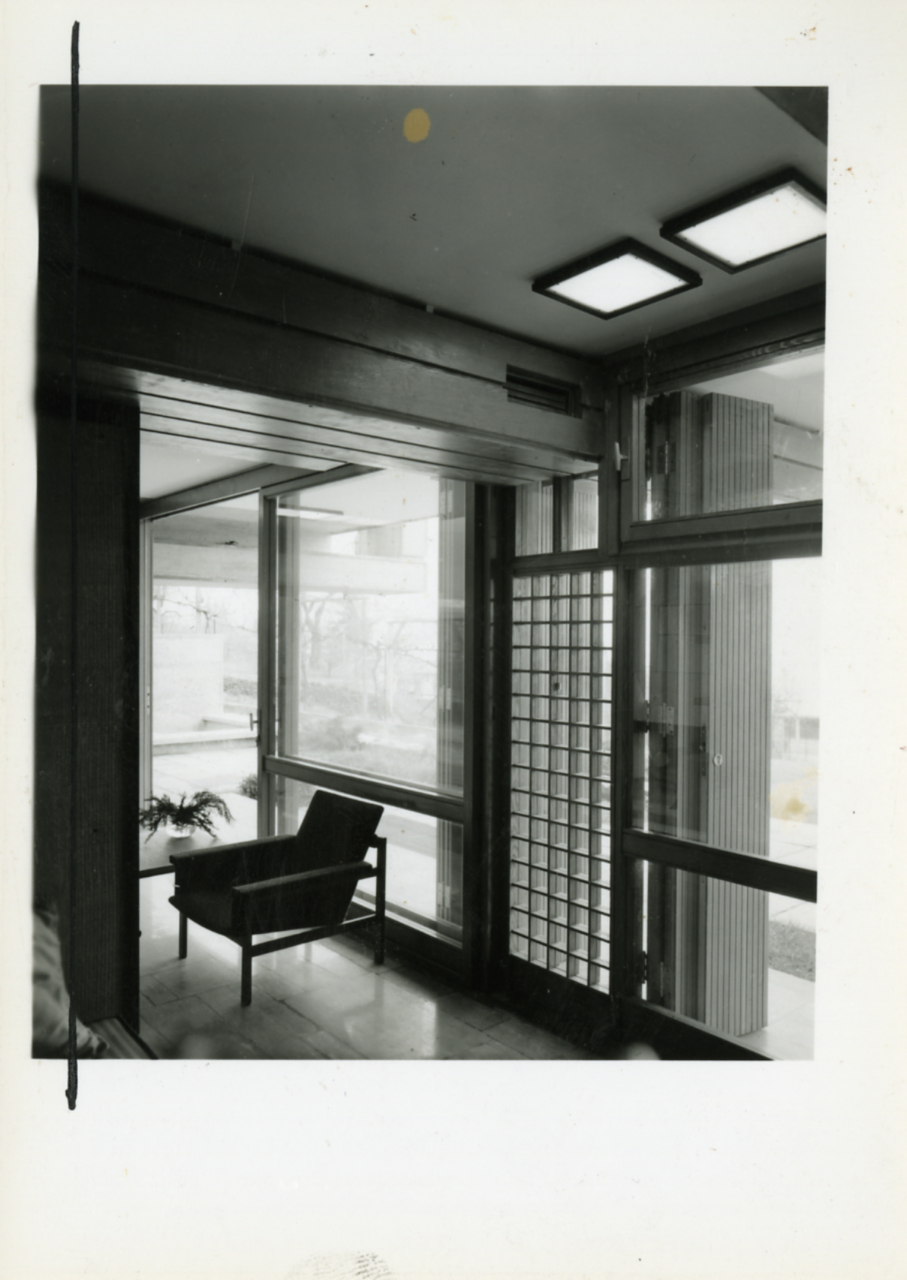
Interno di una villa. Foto di Paolo Monti, 1961

Nato a Venezia nel 1926, si laureò in Architettura nel 1949. Dal 1956 al 1973 collaborò con Luigi Moretti, affiancandolo nelle principali realizzazioni in Italia e all'estero. Dal 1970 al 1985 condusse esperienze professionali in Algeria, dapprima con Moretti, poi con la società d'ingegneria IN.CO. di Silvano Zorzi. Progettò opere nel Sud-Est asiatico, negli Stati Uniti, in Canada, in Germania e in diversi Paesi Arabi.
Nel corso della sua attività, sviluppò temi attinenti alla progettazione, all'urbanistica e ai complessi per collettività. Dal 1985 fu attivo in Italia dedicandosi ad opere di significativa qualità architettonica, nel settore del terziario.
Le sue esperienze sono state trattate nelle principali riviste nazionali e internazionali di architettura (Domus, L'Architecture d'Aujourd'hui, Architectural Review, L'industria delle costruzioni, Modulo e altre).

## Opere
Progetti principali
- Concorso Mausoleo Quaide Azan, Carachi (Pakistan), 1957 (progetto)
- Hotel a Temù, Alpi Bresciane, 1958
- Quartiere Turistico San Bernardino, Finale Ligure, 1965-75
- Corpo 6 villa plurifamiliare, Finale Ligure, 1964 (progetto)
- Centro turistico, Isola di Gallinara, 1964 (progetto)
- Concorso Grattacielo Peugeot, Buenos Aires, 1965
- Teatro Ryad (Arabia Saudita), 1966 (progetto)
- Residenza marittima, Sultano Brunei, 1966 (progetto)
- Casa Serapian, Milano, 1968
- Complessi scolastici in varie città dell'Algeria, con Luigi Moretti, 1970
- Centro città di Skikda (Algeria)
- Ville, Kucing (Borneo), 1979 (progetto)
- Ville a Pontirolo, 1984-86
- Professional Center, Milano, 1988
- Sede Vei Electric Systems, Guardamiglio, 1989
- Torri Gemini Center, Milano, 1993
- Complesso uffici Procaccini Center, Milano, 1994
- Liberty Center, Milano, 1996
- Business Center, Milano, 2002.
- Delfino Blu, Milano 2005-2007

## Archivio
L'archivio di Roberto Morisi, privato, contiene documentazione relativa all'attività professionale dell'architetto dal 1965 al 2003: circa 3.000 disegni, 100 raccoglitori di progetti esecutivi, modelli e maquette di studio.